# Ejike Uzoenyi
Ejike Uzoenyi, de son nom complet Christantus Ejike Uzoenyi, né le 23 mars 1992 à Aba (Nigeria), est un footballeur international nigérian qui évolue au poste d'attaquant à l'OFK Titograd, au Monténégro.

## Biographie
La date de naissance d'Ejike Uzoenyi est sujette à caution. Certaines sources indiquant qu'il est né le 23 mars 1988, d'autres qu'il est né le 23 mars 1992,. Lors de son arrivée au club, début 2013, le Stade rennais indique qu'il est âgé de vingt ans, allant dans le sens de la seconde hypothèse.
Uzoenyi joue, dans son pays, sous les couleurs de Enyimba puis des Enugu Rangers. Il fait son apparition en équipe du Nigeria en 2012. En août 2012, il réalise un essai à l'Olympique de Marseille, dont il convainc l'entraîneur Élie Baup, mais ne signe finalement pas avec le club français. Au mois de janvier suivant, il participe à la coupe d'Afrique des nations avec le Nigeria. N'ayant le statut que de remplaçant, il ne fait qu'une seule entrée en jeu, remplaçant Brown Ideye en demi-finale contre le Mali. Son équipe remportant la compétition, Uzoenyi est ainsi sacré champion d'Afrique.
Durant la coupe d'Afrique des nations, son arrivée est annoncée au Stade rennais, club qu'il a convaincu après y avoir réalisé un nouvel essai au début du mois de décembre. Son arrivée retardée par des problèmes administratifs, son prêt avec option d'achat ne devient effectif qu'à la mi-mars, le joueur disposant alors de deux mois et demi pour convaincre le Stade rennais de réaliser son transfert définitif.

## Palmarès
Nigeria
- Coupe d'Afrique des nations :
  - Vainqueur : 2013.

 Bidvest Wist FC
- Championnat d'Afrique du Sud
  - 2017

## Statistiques
| Saison                | Club                  | Championnat           | Championnat | Championnat | Coupe nationale | Coupe nationale | Coupe de la Ligue | Coupe de la Ligue | Nigeria | Nigeria | Total | Total |
| Saison                | Club                  | Division              | M.          | B.          | M.              | B.              | M.                | B.                | M.      | B.      | M.    | B.    |
| 2012                  | Enugu Rangers         | 1                     | -           | -           | -               | -               | -                 | -                 | 10      | 0       | 10    | 0     |
| janv.-juin 2013       | Stade rennais (prêt)  | 1                     | 1           | 0           | 0               | 0               | 0                 | 0                 | 1       | 0       | 2     | 0     |
| Total sur la carrière | Total sur la carrière | Total sur la carrière | 1           | 0           | 0               | 0               | 0                 | 0                 | 11      | 0       | 12    | 0     |